# Formicivorini
Formicivorini es una tribu de aves paseriformes perteneciente a la familia Thamnophilidae que agrupa a varios géneros nativos de la América tropical (Neotrópico), donde se distribuyen desde el sureste de México, por América Central y del Sur, hasta el noreste de Argentina.

## Taxonomía
El estudio de Ohlson et al. (2013), con base en diversos estudios genéticos anteriores, propuso dividir a la familia Thamnophilidae en tres subfamilias: Euchrepomidinae, Myrmornithinae y Thamnophilinae. Esta última por su vez dividida en cinco tribus: la presente, Microrhopiini, Thamnophilini, Pyriglenini y Pithyini.

## Géneros
Según el ordenamiento propuesto, la presente tribu agrupa a los siguientes géneros:
- Formicivora (con Stymphalornis)
- Myrmochanes
- Terenura
- Myrmotherula